# Кведлинбургские анналы

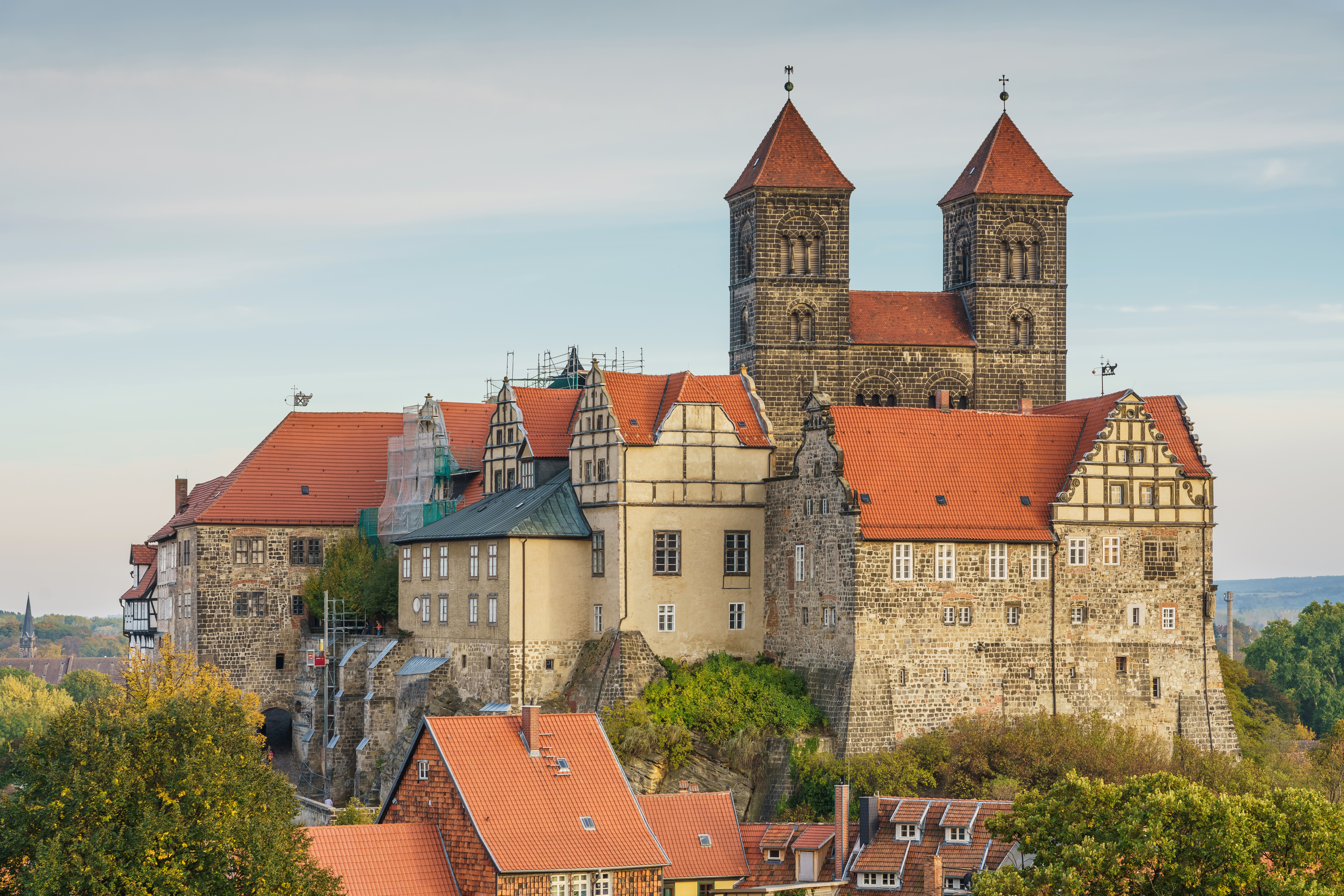
Кведлинбургское аббатство

Кведлинбу́ргские анна́лы (лат. Annales Quedlinburgenses) — всемирная хроника от сотворения мира до 1025 года, описывающая, в основном, историю территорий, входивших в Священную Римскую империю (Германию), и близлежащих земель. Анналы составлены в первой половине XI века в женском Кведлинбургском аббатстве (около города Кведлинбург), по которому они и получили своё название.
Оригинал рукописи «Кведлинбургских анналов» не сохранился до нашего времени. Наиболее старая из существующих копий, ставшая основой для всех последующих изданий анналов, была сделана в 1556 году в Дрездене. Однако, в основу этой копии был положен уже дефектный вариант протографа. Из-за этого в анналах не сохранились записи для целого ряда лет (например, отсутствуют записи за 874—909 и 964—983 годы), а также полностью утеряно окончание рукописи.
«Кведлинбургские анналы», вместе с «Хильдесхаймскими» и «Вайсенбургскими анналами», а также с анналами Ламберта Херсфельдского и хроникой Саксонского анналиста, входят в Херсфельдскую группу анналов. Своё название группа получила по «Херсфельдским анналам» — одному из основных источников для ранних частей всех этих анналов.
Предполагается, что автором анналов была женщина, одна из монахинь Кведлинбургского монастыря. Близость аббатства к одному из главных городов Священной Римской империи X века и покровительство, которое оказывали обители члены правящей Саксонской династии, позволили автору анналов включить в них много достоверных и подробных сведений, часто носящих уникальный характер.
«Кведлинбургские анналы» в своей ранней части основаны на трудах Иеронима, Исидора Севильского и Беды Достопочтенного. Однако, здесь же присутствуют записи, в основе которых лежат сведения, почерпнутые из германского народного эпоса (рассказы об Аттиле, Теодорихе Бернском, Одоакре и Беовульфе). Это наиболее ранние в истории записи фрагментов этих сказаний и единственные, содержащиеся в раннесредневековых анналах.

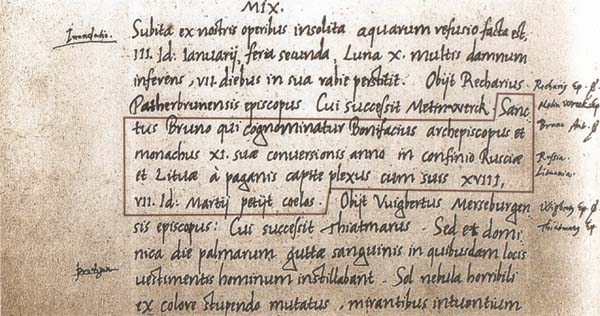
Фрагмент рукописи «Кведлинбургских анналов» с первым упоминанием о Литве

Начальная часть «Кведлинбургских анналов» почти не датирована, однако с 702 года начинаются годовые записи, основанные, в основном, на «Херсфельдских анналах». В этой части почти нет незаимствованных свидетельств (первая оригинальная запись датирована 852 годом). С 984 года число ежегодных записей возрастает, а с 993 года записи становятся современными происходившим событиям. Ещё большее увеличение сведений, содержащихся в анналах, относится к периоду после 1008 года, что, вероятно, свидетельствует о начале работы в это время основного автора «Кведлинбургских анналов», продолжавшего с небольшими перерывами свой труд, по крайней мере, до 1025 года. В этой части содержится множество уникальных сведений по истории взаимоотношений Священной Римской империи с её славянскими соседями (в основном, с Польшей). К числу таких свидетельств относится запись 1009 года, в которой впервые в исторических источниках зафиксирован топоним Литва. Кведлинбургские анналы обрываются, вероятно из-за дефекта несохранившегося протографа, на середине записи о событиях 1025 года.
В XI—XII веках сведения из «Кведлинбургских анналов» были использованы в нескольких исторических сочинениях: хрониках Титмара Мерзебургского и Саксонского анналиста, «Магдебургских анналах», «Вюрцбургской хронике» и «Хронике епископов Хальберштадта». «Кведлинбургские анналы» — ценный исторический источник по истории Священной Римской империи конца X—первой трети XI веков, особенно по отношениям империи с её славянскими соседями в это время.

## Издания
На латинском языке.
- Annales Quedlinburgenses / Pertz G. H. — Monumenta Germaniae Historica. Scriptores. Scriptores (in Folio) (SS). 3. Annales, chronica et historiae aevi Saxonici. — Hannover: Impensis Bibliopolii Avlici hahniani, 1839. — P. 18—90.
- Die Annales Quedlinburgenses / Giese M. — Monumenta Germaniae Historica. Scriptores. Scriptores rerum Germanicarum in usum scholarum separatim editi (SS rer. Germ.). 72. Die Annales Quedlinburgenses. — Hannover: Hahnsche Buchhandlung, 2004. — 680 p.

На русском языке.
- Кведлинбургские анналы (до 909 года). Восточная литература. Дата обращения: 20 марта 2010. Архивировано 25 августа 2011 года.
- Кведлинбургские анналы (910—1025 годы). Восточная литература. Дата обращения: 20 марта 2010. Архивировано 20 апреля 2012 года.
- Кведлинбургские анналы // Немецкие анналы и хроники X—XI столетий / Перев. И. М. Дьяконова и В. В. Рыбакова. — М.: Русский Фонд Содействия Образованию и Науке, 2012. — С. 15—89.